# Premiul BAFTA pentru cel mai bun scenariu
Premiul BAFTA pentru cel mai bun scenariu (în engleză BAFTA Award for Best Screenplay) a fost acordat de Academia Britanică de Film între 1968 și 1982. Din 1983 a fost împărțit în 2 categorii după sursa scenariului: Premiul BAFTA pentru cel mai bun scenariu original și Premiul BAFTA pentru cel mai bun scenariu adaptat.

## Câștigători și nominalizați

### Anii 1960
- 1968: Absolventul – Calder Willingham și Buck Henry
  - dacă... – David Sherwin
  - The Lion in Winter – James Goldman
- 1969: Cowboyul de la miezul nopții – Waldo Salt
  - Goodbye, Columbus – Arnold Schulman
  - Women in Love – Larry Kramer
  - Z – Costa-Gavras, Jorge Semprún

## Anii 1970
- 1970: Butch Cassidy și Sundance Kid – William Goldman
  - Bob & Carol & Ted & Alice – Paul Mazursky și Larry Tucker
  - Kes – Barry Hines, Ken Loach și Tony Garnett
  - They Shoot Horses, Don't They? – James Poe și Robert E. Thompson
- 1971: The Go-Between – Harold Pinter
  - Gumshoe – Neville Smith
  - Sunday Bloody Sunday – Penelope Gilliatt
  - Taking Off – Miloš Forman, John Guare, Jean-Claude Carrière și Jon Klein
- 1972: The Hospital – Paddy Chayefsky / The Last Picture Show – Larry McMurtry și Peter Bogdanovich (TIE)
  - Cabaret – Jay Presson Allen
  - A Clockwork Orange – Stanley Kubrick
- 1973: The Discreet Charm of the Bourgeoisie – Luis Buñuel și Jean-Claude Carrière
  - The Day of the Jackal – Kenneth Ross
  - Sleuth – Anthony Shaffer
  - A Touch of Class – Melvin Frank și Jack Rose
- 1974: Chinatown – Robert Towne / The Last Detail – Robert Towne (TIE)
  - Blazing Saddles – Mel Brooks, Norman Steinberg, Andrew Bergman, Richard Pryor și Alan Uger
  - The Conversation – Francis Ford Coppola
  - Lacombe, Lucien – Louis Malle și Patrick Modiano
- 1975: Alice Doesn't Live Here Anymore – Robert Getchell
  - Dog Day Afternoon – Frank Pierson
  - Jaws – Peter Benchley și Carl Gottlieb
  - Nashville – Joan Tewkesbury
- 1976: Bugsy Malone – Alan Parker
  - All the President's Men – William Goldman
  - One Flew Over the Cuckoo's Nest – Bo Goldman și Lawrence Hauben
  - The Sunshine Boys – Neil Simon
- 1977: Annie Hall – Woody Allen și Marshall Brickman
  - Equus – Peter Shaffer
  - Network – Paddy Chayefsky
  - Rocky – Sylvester Stallone
- 1978: Julia – Alvin Sargent
  - Close Encounters of the Third Kind – Steven Spielberg
  - The Goodbye Girl – Neil Simon
  - A Wedding – John Considine, Patricia Resnick, Allan F. Nicholls, și Robert Altman
- 1979: Manhattan – Woody Allen și Marshall Brickman
  - The China Syndrome – Mike Gray, T. S. Cook și James Bridges
  - The Deer Hunter – Deric Washburn
  - Yanks – Colin Welland și Walter Bernstein

## Anii 1980
- 1980: Un grădinar face carieră (Being There) – Jerzy Kosiński
  - Airplane! – Jim Abrahams, David Zucker și Jerry Zucker
  - The Elephant Man – Christopher De Vore, Eric Bergren și David Lynch
  - Kramer vs. Kramer – Robert Benton
- 1981: Gregory's Girl – Bill Forsyth
  - Atlantic City – John Guare
  - Chariots of Fire – Colin Welland
  - The French Lieutenant's Woman – Harold Pinter
- 1982: Missing – Costa-Gavras și Donald E. Stewart
  - E.T. the Extra-Terrestrial – Melissa Mathison
  - Gandhi – John Briley
  - On Golden Pond – Ernest Thompson